# 김학준 (1922년)
김학준(金學俊, 1922년 11월 24일 ~ 2004년 8월 17일, 충청남도 공주)은 대한민국의 정치인이다. 제9대 체신부 정무차관, 제4,5대 국회의원을 역임하였다.

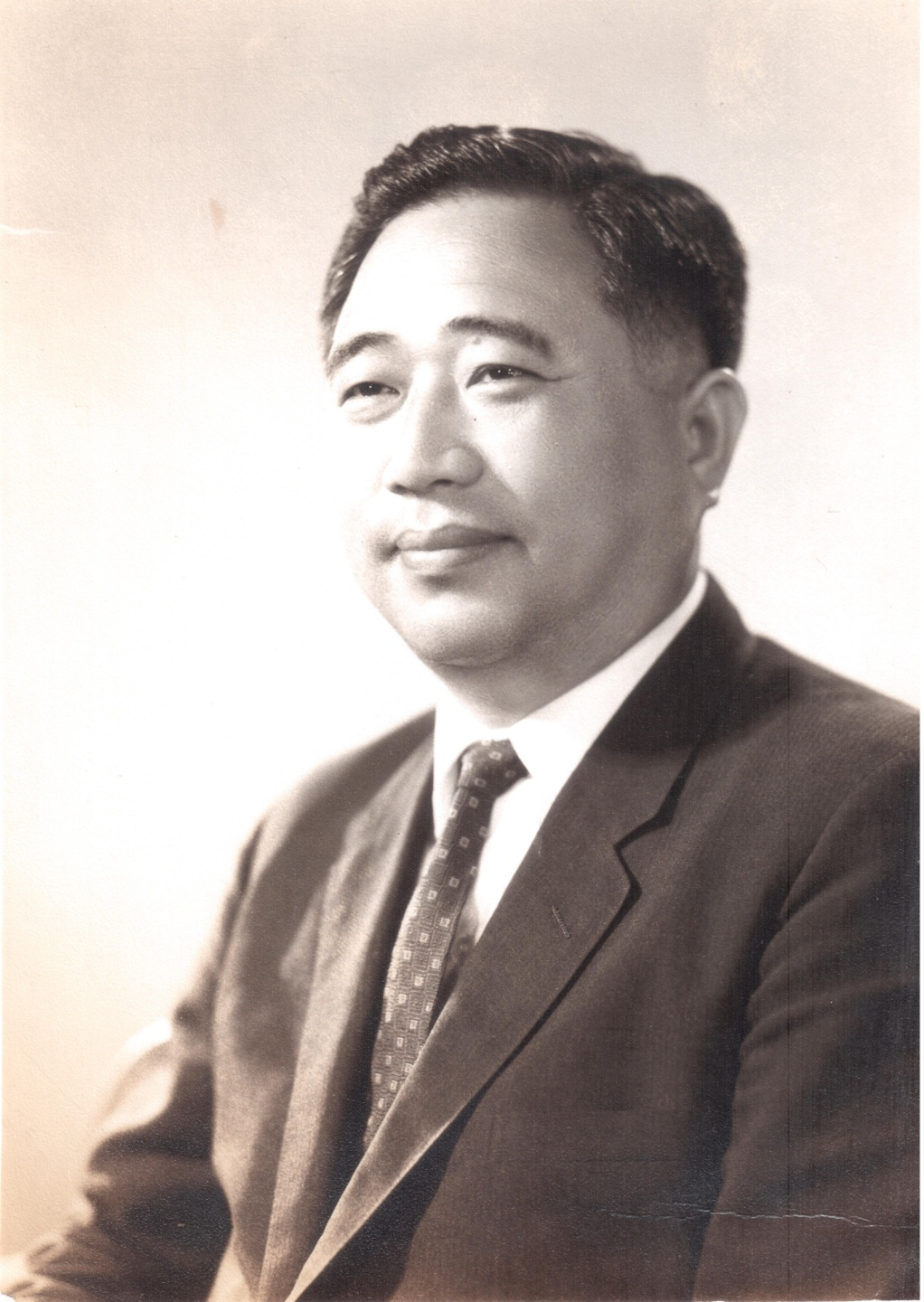
김학준 (제 4·5대 국회의원)

## 약력
- 대전사범학교 강습과 수료
- 당진 기지시 초등학교 교사
- 가톨릭학생회 총회장
- 경성 경제전문학교 2년 수료
- 공주 사범대부속중학교 강사
- 공주 사범대 전임강사(조교수)
- 대한건설협회 이사장
- 대한건설협회 상근부회장

## 학력
- 정안공립초등학교 졸업
- 양정중학교 졸업
- 서울대학교 문리대 사회학과 학사

## 역대 선거 결과
|  | 8.48% |

|  | 42.57% |

|  | 25.16% |

|  | 20.81% |